# The Movement (cómic)
The Movement es una serie de cómic publicada por DC Comics entre 2013 y 2014 que duró 12 números, escrita por Gail Simone e ilustrada por Freddie Williams II. La serie tuvo lugar dentro del Universo DC como parte de The New 52. Se centró en un grupo de adolescentes, conocido como El Movimiento o Canal M, que utilizan sus superpoderes para luchar contra la corrupción en Coral City.

## Historia de publicación
The Movement se anunció por primera vez en febrero de 2013, junto con su libro hermano The Green Team. Simone notó una conexión entre los dos cómics "casi desde el principio. Y es justo decir que los dos grupos no están exactamente de acuerdo".
Al anunciar The Movement y The Green Team, DC Comics lanzó una imagen promocional que decía: "Conozca al 99%... Eran los superpoderosos privados de sus derechos, ¡ahora son la voz del pueblo! Sin embargo, Simone aclaró que The Movement no se basó únicamente en el Movimiento Occupy. Se propuso incorporar elementos de todos los movimientos sociales de los últimos años. Simone describe el título como "un cómic sobre el poder: quién lo posee, quién lo usa, quién sufre su abuso", y ve el libro como los Jóvenes Titanes o los X-Men para una audiencia moderna de lectores jóvenes.
El primer número se publicó el 1 de mayo de 2013. Presentó a un grupo de adolescentes con superpoderes y a un grupo de hackers activistas anónimos que "todos tienen motivos para estar enojados con el sistema, que no los ha protegido, o siquiera tolerado".

## Biografía ficticia del equipo
La base de operaciones del equipo es una antigua fábrica de ropa abandonada, un taller clandestino, de 1898. Los residentes de la base se refieren a ella como "El taller clandestino" o como "las 181", término este último que significa 181 mujeres que fueron encerradas allí y enterradas vivas durante un terremoto.
Los ciudadanos de Coral City entran en conflicto con dos agentes de policía que son sorprendidos acosando sexualmente a una sospechosa. Los oficiales están rodeados por un grupo de ciudadanos que portan máscaras y graban el evento. Las imágenes se filtran a la prensa y se atribuyen a un grupo llamado Canal M. Más tarde, los agentes intentan arrestar a Burden, un adolescente sospechoso de asesinatos en serie. Los miembros del Movimiento detienen a todo el escuadrón de oficiales, toman bajo su custodia a los dos oficiales que previamente acosaron sexualmente a la niña e invitan a Burden a unirse al Movimiento. Virtue le dice al capitán de policía que los "tweens", de la calle Décima a la calle Veinte, son suyos y que la policía debe mantenerse alejada.

## Personajes
El Movimiento está compuesto por adolescentes y jóvenes:
- Virtue (Holly Ann Fields) es la líder del equipo. Virtue tiene la capacidad de “montar” las emociones. Ella está saliendo con Sarah Rainmaker.[9]
- Tremor (Roshanna Chatterji) tiene la capacidad de crear vibraciones, lo que le otorga el poder de crear terremotos o perturbar la tierra. Tremor apareció previamente en Secret Six de Gail Simone. Ella es asexual.[10]
- Mouse (Jayden Revell) tiene la capacidad de controlar y hablar con las ratas.
- Katharsis (Kulap Vilaysack) es un ex policía del Departamento de Policía de Gotham. Apareció por primera vez en el arco "Knightfall" de Gail Simone en Batgirl como parte de The Disgraced. Tiene alas artificiales que le otorgan la capacidad de volar. Ella confía en su fuerza bruta y sus habilidades con la espada.
- Burden (Christopher) cree que está poseído. Se ha demostrado que puede levitar, pero actualmente se desconoce el alcance de sus habilidades. Él revela que es gay.[9]
- Vengeance Moth (Drew Fisher), una usuaria de silla de ruedas de diecinueve años. Tiene la capacidad de formar una polilla verde brillante, que puede actuar como escudo y puede hacerla capaz de volar, entre otras cosas. Parece ser capaz de emitir algún tipo de onda ultrasónica.

### Personajes secundarios
- Rainmaker, un personaje que anteriormente existía en el Universo Wildstorm como parte de Gen¹³. El equipo sospecha que ella es la asesina de la córnea. Se la presenta como "La Bruja del Tiempo"[7][11] y está saliendo con Virtue.[9]
- Capitán Meers, un capitán de policía de Coral City que entra en conflicto con los miembros del Movimiento durante su investigación del Asesino de la Córnea.

## Recepción
La serie debutó como el 74º título más vendido por unidades en mayo, con un estimado de 29.246 copias pedidas. Las críticas sobre el primer número fueron mixtas.
Matthew Santori-Griffith, de Comicosity, calificó el primer número con un 9 sobre 10 y escribió que, además de presentarse como una "extensión superheroica del movimiento Occupy", el libro es "mucho más que esa estrecha visión del mundo". También dice que el libro presenta un elenco diverso de personajes, "tanto étnicos como en personalidad y poderes". Griffith señala que el título combina cinismo y optimismo, creando un ambiente "complejo y profundamente intrigante como el nuestro".
Zach Wilkerson de Multiversity Comics escribió que "Simone hace un trabajo mediocre al vender la necesidad del Movimiento como grupo, uno de los varios problemas con este número inicial". Sin embargo, señala que "los intrigantes nuevos héroes, la fuerte primera impresión de Coral City y el arte dinámico y atractivo de William hacen de este un libro que se destaca entre la marca estándar de pesimismo y fatalidad de New 52".
Doug Zawisza de Comic Book Resources dio una reseña negativa, calificando el libro con 1,5 estrellas de 5: "The Movement se siente como una colección de nociones vagamente conectadas, que juntas compilan una historia incompleta y no particularmente convincente. Ninguno de los personajes realmente me sorprende".

## En otros medios
- En el episodio de la segunda temporada de Arrow, "Blast Radius", se revela que Mark Scheffer / "Shrapnel" es parte del grupo anarquista "El Movimiento".[16]